# Ivan Vurnik
Ivan Vurnik (Radovljica, 1 de junio de 1884 – Radovljica, 8 de abril de 1971) fue un arquitecto esloveno que contribuyó a fundar la Escuela de Arquitectura de Liubliana. Se le considera, junto con Max Fabiani y Jože Plečnik, como uno de los pioneros de la arquitectura moderna eslovena.
Su estilo primigenio de los años 20 responde a la búsqueda del "estilo nacional" esloveno, inspirado en el arte popular esloveno y el estilo arquitectónico de la Secesión vienesa. Tras abrazar el funcionalismo en la década de 1930, Vurnik rivalizó con el enfoque más conservador de Jože Plečnik. El edificio del Banco Cooperativo de Crédito de Liubliana (en esloveno Zadružna gospodarska banka), diseñado por Vurnik y su esposa Helena Kottler Vurnik, con una fachada decorada con los colores de la tricolor eslovena, está considerado uno de los edificios más bellos de la ciudad. Vurnik también se dedicó a la planificación urbana, por ejemplo en Bled (1930), Kranj (1933-1937) y Liubliana (1935).

## Biografía
Nació en el seno de una familia de artesanos en la localidad de Radovljica, en la región de la Alta Carniola, entonces perteneciente a Austria-Hungría y actualmente en Eslovenia. Su padre era un próspero cantero, e Ivan estudió primero en Kranj y luego en Liubliana.
Vurnik se graduó con honores en Arquitectura en la Universidad Técnica de Viena en 1912. Se matriculó en 1907 y tuvo como profesor al arquitecto Karl Mayreder, entre otros. En Viena recibió influencias de la Secesión vienesa, especialmente de la obra del también arquitecto esloveno Max Fabiani, con quien mantuvo amistad durante toda su vida. Vurnik recibió una beca y viajó a Italia para estudiar la arquitectura italiana. En 1913 se casó con la artista vienesa Helena Vurnik (de soltera Kottler).
Durante la Primera Guerra Mundial fue soldado austriaco en el Frente del Isonzo y en el Tirol. En 1917 y 1918 diseñó los cementerios militares austriacos de Aleksinac, Leskovac y Niš, en Serbia. En 1919 se instaló en Liubliana.

## Obras
En octubre de 1912, Vurnik recibió una oferta de trabajo en un estudio de arquitectura propiedad del arquitecto Ludwig Baumann. Ese mismo año reformó el interior de la iglesia parroquial de Bled y en 1913-15 la capilla diocesana de Trieste.
Tras la Primera Guerra Mundial regresó a su tierra natal junto a su esposa y emprendió la búsqueda de un "estilo nacional" esloveno que combinara la racionalidad y la expresividad formal, la funcionalidad y la belleza, para lo cual recurrió a las expresiones del arte popular. El estilo que encontró tiene su máximo exponente en el edificio del Banco Cooperativo de Crédito de 1921, considerado uno de los más bellos de Liubliana. La fachada, decorada con los "colores nacionales" de la tricolor eslovena es obra de su mujer, Helena Vurnik.
A finales de la década de 1920, se decantó por la arquitectura puramente funcionalista y proyectó la sede del movimiento Sokol esloveno, conocida como Sokol Hall o Tabor Hall, por su ubicación en el barrio de Tabor de Liubliana, y dos estructuras muy similares, una en Golnik y otra en Kranj, destruida durante la Segunda Guerra Mundial.
En 1919, Vurnik consiguió crear un departamento de arquitectura en la Facultad Técnica de la Universidad de Liubliana. Invitado por él, el prestigioso arquitecto esloveno Jože Plečnik se convirtió en uno de sus profesores fundadores. Sin embargo, entre ambos se estableció una relación de rivalidad. Vurnik creía que la influencia de Plečnik en los círculos conservadores de la política local eslovena era lo que le impedía llevar a la práctica sus proyectos más funcionalistas. Otra razón del antagonismo entre los dos arquitectos podría residir también en sus diferentes ideologías políticas, ya que Plečnik era conservador y ferviente católico, mientras que Vurnik (aunque también era religioso) pertenecía a la tradición progresista y nacional-liberal eslovena.
A partir de 1925 se dedicó principalmente a la docencia. Siguió elaborando proyectos de arquitectura y urbanismo hasta su muerte, pero casi todos se quedaron en el papel. Entre los pocos proyectos realizados de este segundo periodo, los más conocidos son la piscina de verano de Radovljica y el único hotel de Radovljica, el "Grajski dvor". Otra obra de este periodo, menos conocida pero no por ello menos importante, es una colonia de viviendas para trabajadores industriales en Maribor, que ejemplifica plenamente la nueva visión de Vurnik de un estilo sencillo, sobrio y puramente funcional.
En 1965, Vurnik reformó el Santuario Nacional Católico Esloveno de Brezje, volviendo brevemente al "estilo nacional" que había abandonado al principio de su carrera.

## Premios
- 1961: Premio Pechtl
- 1966: Premio Prešeren[5]